# Stazione meteorologica di Fossano
La stazione meteorologica di Fossano è la stazione meteorologica di riferimento relativa alla località di Fossano.

## Coordinate geografiche
La stazione meteo si trova nell'Italia nord-occidentale, in Piemonte, in provincia di Cuneo, nel comune di Fossano, a 376 metri s.l.m. e alle coordinate geografiche 44°33′N 7°43′E.

## Dati climatologici
In base alla media del trentennio di riferimento climatico 1961-1990, la temperatura media del mese più freddo, gennaio, si attesta a +2,0 °C; quella del mese più caldo, luglio, è di +22,4 °C.
Le precipitazioni medie annue si aggirano sui 450 mm, mediamente distribuite in 45 giorni, con minimo in inverno ed estate e picco nella tarda primavera e in autunno: la stazione meteorologica e la relativa località risultano essere in ombra pluviometrica .
| Fossano             | Mesi | Mesi | Mesi | Mesi | Mesi | Mesi | Mesi | Mesi | Mesi | Mesi | Mesi | Mesi | Stagioni | Stagioni | Stagioni | Stagioni | Anno |
| Fossano             | Gen  | Feb  | Mar  | Apr  | Mag  | Giu  | Lug  | Ago  | Set  | Ott  | Nov  | Dic  | Inv      | Pri      | Est      | Aut      | Anno |
| ------------------- | ---- | ---- | ---- | ---- | ---- | ---- | ---- | ---- | ---- | ---- | ---- | ---- | -------- | -------- | -------- | -------- | ---- |
| T. max. media (°C)  | 5,8  | 7,5  | 11,6 | 16,0 | 20,4 | 24,1 | 27,2 | 26,0 | 22,0 | 16,3 | 10,3 | 7,0  | 6,8      | 16,0     | 25,8     | 16,2     | 16,2 |
| T. min. media (°C)  | −1,8 | −0,1 | 3,6  | 7,6  | 11,4 | 15,1 | 17,7 | 17,5 | 13,7 | 8,7  | 3,7  | 0,0  | −0,6     | 7,5      | 16,8     | 8,7      | 8,1  |
| Precipitazioni (mm) | 24   | 32   | 23   | 24   | 47   | 52   | 34   | 44   | 65   | 45   | 34   | 20   | 76       | 94       | 130      | 144      | 444  |
| Giorni di pioggia   | 3    | 4    | 3    | 3    | 5    | 6    | 3    | 4    | 4    | 4    | 4    | 2    | 9        | 11       | 13       | 12       | 45   |